# Henri-Clermond Lombard
Henri-Clermond Lombard (* 30. März 1803 in Genf; † 22. Januar 1895 in Eaux-Vives; heimatberechtigt in Genf) war ein Schweizer Klimatologe und Arzt.

## Leben
Henri-Clermond Lombard war ein Sohn von Jean-Gédéon Lombard und ein Bruder von Alexandre Lombard, die beide Bankiers waren. 1850 heiratete er Anne-Dorothée-Pauline Liotard, eine Tochter von François-Isaac-Antoine Liotard. 
Lombard studierte von 1817 bis 1822 in Genf, bevor er ein Medizinstudium in Edinburgh begann. Nach einem Aufenthalt in Italien setzte er sein Studium in Paris fort, wo er 1827 promovierte. Anschliessend studierte er medizinische Klimatologie in Berlin und Österreich.
1829 liess sich Lombard wieder in Genf nieder. Dort wurde er 1831 Oberarzt und übernahm 1835 die Position des Chefarztes am Spital, die er bis 1848 innehatte. Er verfasste viele statistische Studien über Morbidität und Mortalität sowie quantitative Klimaanalysen. Sein bedeutendstes Werk, der Traité de climatologie médicale, erschien zwischen 1877 und 1880 in vier Bänden mit einem dazugehörigen Atlas. Er arbeitete den Unterschied zwischen Typhus und typhoidem Fieber heraus.
Im Jahr 1823 wurde er Mitglied der Royal Society of Edinburgh. 1831 wurde er Mitglied der Medizinischen Gesellschaft Genf, deren Präsident er viermal war. Später, im Jahr 1882, präsidierte er den internationalen Hygiene- und Demografiekongress in Genf.
Von 1839 bis 1841 gehörte er – wie sein Vater – dem Repräsentierenden Rat von Genf an.